# He Is Psychometric
He Is Psychometric (en hangul, 사이코메트리 그녀석; romanización revisada, Saikometeuri Geunyeoseok) es una serie de televisión surcoreana de fantasía transmitida por TVN del 11 de marzo de 2019 hasta el 30 de abril del 2019 a través de tvN. Es protagonizada por Park Jin-young, Shin Ye-eun, Kim Kwon y Kim Da-som.

## Sinopsis
Lee Ahn, es un joven que tiene la capacidad de leer los secretos de cada una de las personas cuando las toca, por lo que decide usar esta habilidad para derribar a las malas personas.
Aunque todavía no sabe como controlar su poder, pronto Lee Ahn conoce a Yoon Jae-in, una joven que hace todo lo posible por ocultar su sufrimiento. Pronto ambos se unen y comienzan a resolver los casos, juntos intentarán arreglar, sanar, crecer y amar a partir de los pequeños y grandes acontecimientos que suceden en sus vidas y en el proceso comienza a enamorarse.

## Reparto

### Personajes principales
- Park Jin-young como Lee Ahn[6]
  - Kim Tae-ryul como Lee Ahn (niño).
- Shin Ye-eun como Yoon Jae-in.[7]
  - Kim Soo-in como Jae-in (niña).
- Kim Kwon como Kang Sung-mo.[8]
  - Jo Byung-gyu como Sung-mo (adolescente).[9][10]
  - Jung Ji-hoon como Sung-mo (niño).
- Kim Da-som como Eun Ji-soo.[11]
  - Choo Ye-jin como Ji-soo (joven).

### Personajes secundarios
- Noh Jong-hyun como Lee Dae-bong, el mejor amigo de Lee Ahn, está enamorado de Kim So-hyun.
- Jung Suk-yong como Yoon Tae-ha, el padre de Jae-in.
- Kim Hyo-jin como Oh Sook-ja, la tía de Jae-in.
- Lee Seung-joon como Kang Geun-taek, el padre de Sung-mo, un asesino que lo atormenta desde pequeño.[12]
- Jeon Mi-seon como Jo Eun-joo, la madre de Sung-mo.
- Um Hyo-sup como Eun Byung-ho, el comisionado de la policía y padre de Eun Ji-soo.[13]
- Park Chul-min como Nam Dae-nam, un oficial de la policía y el superior de Jae-in.
- Jang Eui-soo como Lee Seung-yong, un oficial de la policía bajo el mando de Ji-soo.
- Go Yoon-jung como Kim So-hyun, la mejor amiga de Jae-in y el interés romántico de Lee Dae-bong.
- Sa Kang como Hong Soo-yeon, la patóloga forense y amiga de Ji-soo.

### Otros personajes
- Park Yong (박용) como un profesor (ep. 1).
- Shin Min-joo como Eun Sae, es la enemiga de Jae-in (ep. 1).
- Choi Woo-ri como una profesora (ep. 1-2).
- Choi Deok-moon como Kim Gap-yong, un testigo en el incendio del hospital (ep. 1-3, 6)
- Jung Young-joo como Lee Hwa Kyung, la vecina de Lee Ahn y presidenta de los apartamentos Youngseong (ep. 1, 5).
- Kim Ji-sung como una empleada a medio tiempo en la estación de gas de Dae-bong.
- Lee Jung-joon como Ahn Kyung-soo (ep. 2).
- Choi Jae-hyun (최재현) como un estudiante (ep. 2).
- Kim Hak-sun (김학선) como un sacerdote que aconseja a Sung-mo (ep. 2, 4).
- Kim Sun-hwa (김선화) (ep. 5).
- Chae Yoo-ri (ep. 9).
- Jung Kyung-ho como un detective.
- Choi Min-geum (최민금) como Song Hee-hung, el sospechoso del incendio del hospital Hanmin.
- Kim Kwang-in como una persona del centro de salud pública.
- Park Dong-bin como un oficial de la estación de policía de Kyeongwol.
- Moon Ha-jin (문학진)
- Kim Ji-hwan (김지환)

### Apariciones especiales
- Kim Ki-moo es el Hong Jung-soo, es un profesor de secundaria de Cheongdo que apoya a Lee Ahn, Jae-in y a sus amigos (ep. 1-2, 4).[14]
- Lee Jong-hyuk como Lee Jung-rok, es el padre de Lee Ahn, quien muere en un incendio ocasionado (ep. 1, 8).[15]
- Lee Yoo-ha (이유하) como Lee Jung-rok, es la madre de Lee Ahn, quien muere en un incendio ocasionado (ep. 1).[16]
- Kim Won-hae como el profesor de matemáticas, un hombre que esconde un secreto (ep. 1-3).
- Jo Hye-joo como una estudiante (ep. 1-3).
- Jung Young-joo como Lee Hwa-kyung (ep. 1 y 5).

## Música
El OST de la serie estuvo conformada por 6 canciones, las cuales fueron producidas por "Stone Music Entertainment".

### Parte 1
| Año | Intérprete | Canción        | Letra                      | Música                     | Duración | Notas            |
| --- | ---------- | -------------- | -------------------------- | -------------------------- | -------- | ---------------- |
| 1   | Jus2       | "Take"         | Naiv Jayins y Ha Hyun-sang | Naiv Jayins y Ha Hyun-sang | 3:12     | (tema principal) |
| 2   | Jus2       | "Take" (Inst.) |                            | Naiv Jayins y Ha Hyun-sang | 3:12     |                  |

## Producción
La serie fue dirigida por Kim Byung-soo y escrita por Yang Jin-ah.
Originalmente el papel de Kang Sung-mo de joven sería interpretado por Jeong Yoo-ahn; sin embargo, debido a una investigación de acoso sexual en su contra fue reemplazado por Jo Byung-gyu.
La primera lectura del guion fue realizada el 6 de diciembre de 2018 en Studio Dragon en Sangam-dong, Seúl.

## Premios y nominaciones
| Año  | Categoría                            | Premio                       | Nominado (a)   | Resultado |
| ---- | ------------------------------------ | ---------------------------- | -------------- | --------- |
| 2019 | Favorite Korean Drama Male Character | StarsHub Night of Stars 2019 | Park Jin-young | Ganó      |
| 2019 | Star of the Year Award               | 12th Korea Drama Awards      | Shin Ye-eun    | Ganó      |